# Пессель, Мишель
Мишель Пессель (фр. Michel Peissel; 1937—2011) — французский антрополог, путешественник и писатель.
Известен сделанным в возрасте 21 года открытием археологических памятников майя на полуострове Кинтана-Роо, а также многочисленными путешествиями по малоизученным районам Гималаев и Тибета, описанию которых посвящена бо́льшая часть его книг. Является почётным членом Нью-Йоркского клуба исследователей и членом Королевского географического общества.

## Биография
Родился 11 февраля 1937 года. Детство Мишеля Песселя прошло в Англии.
В течение года он обучался в Оксфордском университете, затем в Гарвардской школе бизнеса. Получил докторскую степень по этнографии в Сорбоннском университете (Париж).
В 1958 году, в возрасте 21 года, оказавшись на побережье Кинтана-Роо, Мексика, Пессель прошёл по побережью более 300 километров, отделявших его от Белиза (тогда — Британский Гондурас), попутно обнаружив 14 неизвестных до того памятников культуры майя. Благодаря этому путешествию он принял решение изменить свою жизнь, и, оставить обучение в Гарвардской школе бизнеса, чтобы заняться изучением антропологии и исследованиями последних неизученных областей Тибета и Гималаев.
С этой целью Мишель Пессель начал изучать разговорный тибетский язык. Интерес к языку возник почти случайно, после покупки в парижской букинистической лавке «Грамматики разговорного тибетского языка» Чарльза Белла, известного английского специалиста по Тибету начала XX века. Затем он стал брать уроки тибетского языка у тибетцев, эмигрировавших с родины после вторжения Китая в Тибет. В результате Пессель стал одним из немногих в то время европейцев, владевших тибетским языком, что, безусловно, стало немалым подспорьем в его экспедициях. В то же время, классического и литературного тибетского языка он не знал.
В 1959 году Мишель Пессель организовал свою первую экспедицию, целью которой было изучение шерпов, живущих в районе горы Эверест. В 1964 году он совершил путешествие по Мустангу — малоизвестному непальскому княжеству, население которого говорит на тибетском языке. Книга об этом путешествии, «Мустанг: затерянное королевство Тибета», опубликованная в 1967, стала международным бестселлером. За этой экспедицией последовали ещё 28 путешествий в отдалённые районы тибетоязычного мира. В 1968 году Мишель Пессель стал одним из первых европейцев, пересёкших Бутан и исследовавших его восточные районы. Он первым детально изучил княжество Занскар в Кашмире, позже изучал народ минаро (дарды) в Балтистане и Ладакхе, одновременно пытаясь установить местоположение «земли муравьев, роющих золото», о которой упоминал Геродот.
В 1973 году Мишель Пессель пересёк Гималаи между горами Аннапурна и Дхаулагири на судне на воздушной подушке. Позже он путешествовал на таком судне вверх по Гангу и вдоль восточного побережья Юкатана. Он изобрел и запатентовал первое судно на воздушной подушке с одиночным пропеллером.
В 1986 году он стал одним из первых иностранцев, проникших в Цари и ущелья Брахмапутры в тропическом Тибете. В 1994 году он возглавил экспедицию по поиску истока Меконга, следуя по Чёрному Меконгу (Дза Нак) — исторически главному руслу реки. Таким образом он стал первооткрывателем исторического истока третьей по длине реки в Азии (десять лет спустя китайцы сообщили об открытии географического, то есть, наиболее удаленного от устья, истока Меконга лежащего в верховьях Белого Меконга).
В 1987 году Пессель, вместе с мексиканскими археологами, построил огромное мореходное выдолбленное майянское каноэ, на котором они прошли на веслах и под парусом 500 миль вдоль побережья Юкатана и Белиза, чтобы продемонстрировать роль морской торговли для майя.
В 1989 году Пессель с шестью спутниками на построенной ими копии длинной лодки викингов прошёл на вёслах и под парусом 2400 км вверх по реке Западная Двина и вниз по Днепру от Балтийского до Чёрного моря. Экспедиция шла по следам варягов.
Умер в 7 октября 2011 года от сердечного приступа.

## Книги
- Список книг на английском языке

Книги, издававшиеся на русском языке:
- Пессель М. — Затерянный мир Кинтана-Роо. М., Мысль 1969 г., 286 с.
- Пессель М. — Путешествия в Мустанг и Бутан. М., Мысль, 1978 г., 224 с.
- Пессель М. — Заскар. Забытое княжество на окраине Гималаев. М., Мысль, 1985, 190 с. Архивная копия от 20 июня 2013 на Wayback Machine
- Пессель М. — Золото муравьев. М., Мысль, 1989, 190 с.
- Писель М. — Тигр на завтрак. М., Терра, 2007, 304 с.